# Axiom (software)
Axiom è un Computer Algebra System (CAS) in grado di eseguire calcoli numerici, simbolici, grafici e altre operazioni correlate.
Usato per ricerca e sviluppo di algoritmi matematici fortemente tipizzati; quadrati, campi, polinomi anche listati, alberi, tabelle sono create in automatico. Quando un'operazione è applicata all'oggetto, il tipo di oggetto ne determina il comportamento (programmazione ad oggetti).
Axiom funziona sia in associazione, sia separatamente con il linguaggio di programmazione chiamato A#.
Sviluppato inizialmente da una ricerca di IBM col nome Scratchpad, Axiom è in sviluppo dal 1973, e anche se in origine era un prodotto commerciale, è diventato un software open source e libero, disponibile sotto una licenza BSD modificata. È integrato nel software Sage.